# タンザニア海軍艦艇一覧
タンザニア海軍艦艇一覧は、タンザニア連合共和国海軍が過去保有した、または現在保有する、または将来保有する予定の、未完成・計画中止を含めた歴代艦艇一覧である。
凡例

## 現有勢力（2014年現在）
- 国防予算：2億8,000万ドル（+3,400万ドル）
- 海軍人員：1,050名
- 艦船隻数：10隻

高速艇×4
哨戒艇×4
輸送艇×2

## 艦艇一覧（近代海軍以前）

### 蒸気航走艦
- （Nyanza） - 1864年、??門
- （Explorateur） - 1868年、??門
- （Akola） - 1875年、??門
- （Glasgow） - 1878年、7門
- （Swordsman） - 1880年、??門
- （Kiha） - 1885年、??門
- （Barawa） - 1885年、??門

## 艦艇一覧（近代海軍）

### 水上戦闘艦

#### 巡洋艦
防護巡洋艦
- （St. George） - 1隻

### 哨戒艦艇

#### 哨戒・警備艦艇
砲艦
- （Thrush）[2] - 1隻

### 補助艦艇

#### その他
ランチ・艀
- （Chwaka） - 1隻